# Хак, Мухаммед Шамсул
Мухаммед Шамсул Хак (англ. Muhammad Shamsul Huq; 12 октября 1912, Силхет — 23 февраля 2006, Дакка) — бангладешский государственный деятель и дипломат, министр иностранных дел Бангладеш (1977—1981).

## Биография
В 1936 г. окончил исламский колледж в Калькутте. Работал преподавателем, затем работал в отделе образования.
С середины 1950-х гг. — атташе по вопросам образования посольства Пакистана в Вашингтоне.
- 1965—1969 гг. — вице-канцлер университета Раджшахи,
- 1969—1971 гг. — министр образования Пакистана,
- 1971—1977 гг. — приглашенный ученый Гавайского центра «Восток-Запад»,
- 1977 г. — советник президента Бангладеш Зиаура Рахмана,
- 1977—1981 гг. — министр иностранных дел Бангладеш. На этом посту вел работу по созданию Южно-Азиатской ассоциации регионального сотрудничества (СААРК), активно занимался решением проблемы беженцев из Бирмы. В 1978 г. добился включения включения Бангладеш в состав непостоянных членов Совета Безопасности ООН. Вел переговоры с Индией по демаркации государственной границы.